# Vulpes lagopus
La volpe artica (Vulpes lagopus, Linnaeus, 1758) è una piccola volpe nativa della regione artica. A lungo considerata l'unica specie appartenente al genere Alopex, è ora classificata all'interno di Vulpes, che sarebbe altrimenti parafiletico.

## Caratteristiche

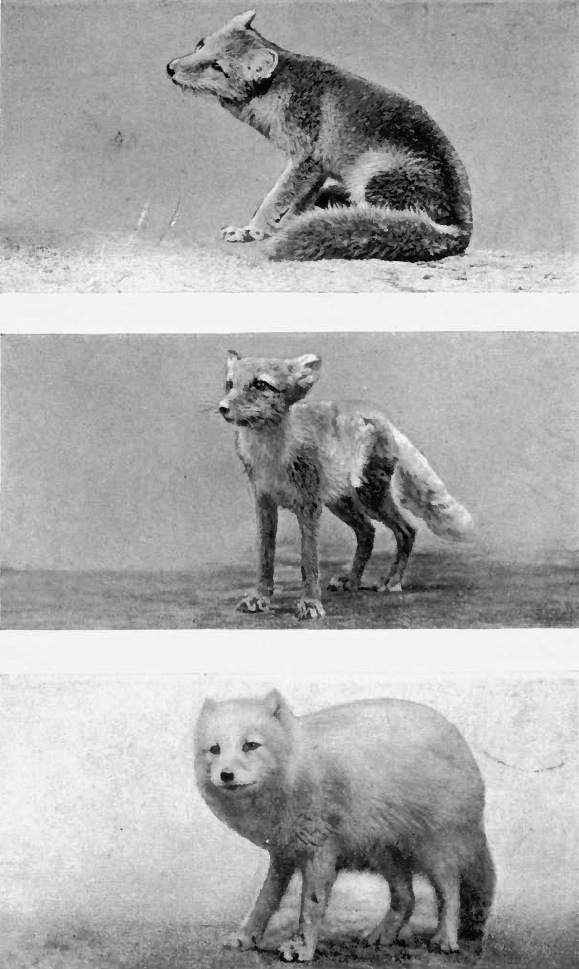
Il mutamento della pelliccia nella volpe artica: dall'estate (in alto) all'inverno (in basso)

La grandezza di questo mammifero può variare dai 53 ai 55 cm, con un peso di circa 4-5 kg.
Le orecchie sono piccole e rotondeggianti, d'inverno il manto è bianco e molto folto, mentre d’estate é marrone. Il manto le permette di mimetizzarsi nell’ambiente, riuscendo così a catturare facilmente le sue prede.

## Biologia

### Alimentazione
La volpe artica ha una dieta molto varia: la sua principale fonte di cibo è il lemming, ma può cibarsi anche di lepri artiche, carogne, uccelli (frequentemente passeriformi e pernici, ma anche uccelli marini come l'uria e migratori come l'oca canadese) e uova. Da aprile a maggio sono possibili casi di predazione su cuccioli di foca dagli anelli, poiché questi animali sono confinati sulla neve e relativamente indifesi.

### Riproduzione
Le volpi artiche sono animali solitari, che tendono a formare coppie monogame solo nella stagione della riproduzione. Dopo il corteggiamento, la coppia cerca una tana adatta per allevare i cuccioli. I piccoli nascono all'inizio dell'estate e vengono cresciuti in grosse tane: le cucciolate sono infatti molto numerose rispetto alla media dei mammiferi; la riproduzione è legata alla disponibilità di cibo, e nelle annate di abbondanza la volpe artica può avere da 4 fino a 19 piccoli, il numero più alto conosciuto nell'ordine Carnivora.

## Distribuzione e habitat
Le volpi artiche sono diffuse nelle aree circumpolari, attraverso tutto l'Artico tra cui Russia, Canada, Nunavut, l'estremo nord dell'Alaska, Groenlandia e Svalbard, così come nelle zone subartiche e alpine dell'Islanda, nell'entroterra montuoso della Scandinavia e sulle colline lapponi della Finlandia.
Vivono principalmente nella tundra e nelle aree costiere.

## Conservazione

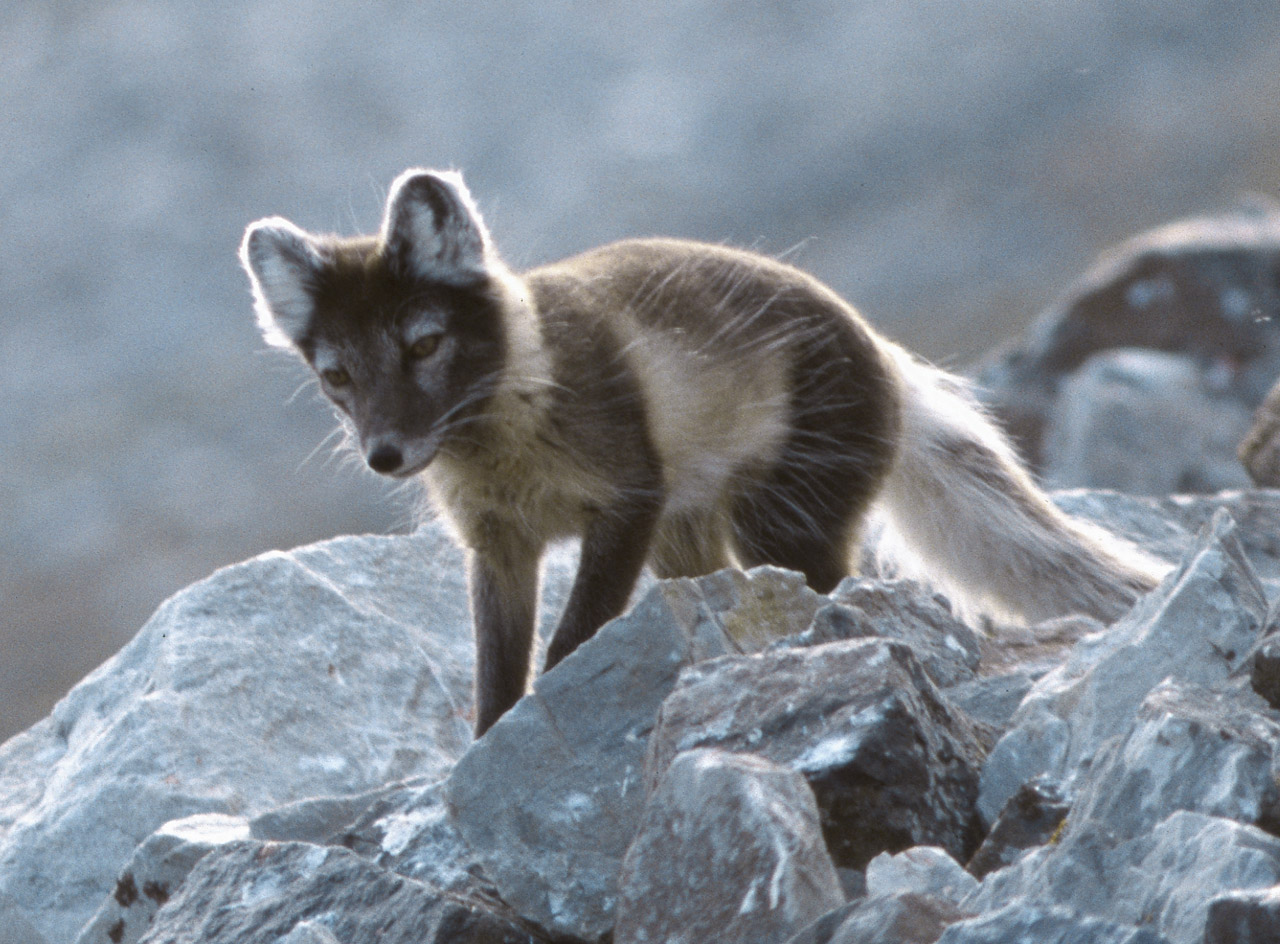
Una volpe artica alle Svalbard

La lista rossa IUCN classifica la volpe artica come "a rischio minimo" (LC) perché ha un areale ampio e la sua capacità riproduttiva permette che le popolazioni (il cui numero di esemplari tende ordinariamente a fluttuare in ciclo con la popolazione di lemming) non siano per lo più messe in serio pericolo dai cacciatori. È comunque ritenuto necessario monitorare sia la caccia che le interazioni tra la volpe artica e la volpe rossa, il cui areale si sta espandendo.
Lo stato di conservazione della specie è buono, tranne che in Fennoscandia, dove è fortemente a rischio nonostante decenni di protezione legale dalla caccia; in questa area è di importanza crescente l'impatto sulle popolazioni della rogna sarcoptica e dell'inquinamento.